# Gunnar Callmar
Erik Gunnar Callmar, född 5 oktober 1899 i Pelarne socken, död 16 september 1968 i Lund, var en svensk trädgårdsmästare.
Gunnar Callmar var son till lantbrukaren Carl Johansson. Han utexaminerades 1924 från Lantbruksakademiens trädgårdsskola och efter att ha studerat utomlands 1925-1928 blev han 1928-1939 lärare och assistent vid Lantbruksakademiens trädgårdsskola. Han studerade samtidigt vid Stockholms högskola och blev 1932 filosofie kandidat. 1939-1940 var han försöksledare vid Nyckelby på Ekerön och blev 1940 föreståndare och direktör för trädgårdsavdelningen vid Alnarps lantbruks-, mejeri- och trädgårdsinstitut. Callmar var från 1941 ordförande i Skånska trädgårdsföreningen.